# Giampaolo Testoni
Giampaolo Testoni (Milano, 2 aprile 1957) è un compositore italiano.

## Biografia
Figlio dello scrittore, paroliere e giornalista (fondatore della rivista Musica Jazz) Gian Carlo Testoni e pronipote del commediografo e poeta bolognese Alfredo Testoni, è stato allievo al Conservatorio "G. Verdi" di Milano, di Angelo Paccagnini, Flavio Testi e poi, diplomandosi in Composizione, di Niccolò Castiglioni.
Ha esordito come compositore nel 1978 al MusicWorkshop UNESCO di Copenaghen. Nel 1980, con Le nuvole per orchestra da camera, è premiato alla Rassegna Internazionale di Musica e Teatro da camera della Associazione Filarmonica Umbra, su segnalazione di Goffredo Petrassi. Nel 1980 partecipa alla prima edizione della Rassegna Venezia Opera Prima e nel 1981 alla Biennale Musica di Venezia intitolata Dopo l'Avanguardia, riscuotendo un buon riconoscimento di critica e pubblico. Fondatore insieme ad altri giovani compositori di un movimento poi detto "neoromantico", in aperta opposizione alle avanguardie seriali post-Darmstadt.
La RAI sceglie Le nuvole per partecipare nel 1982 alla Tribuna Internazionale dei Compositori a Parigi, gli commissiona nel 1983 la Prima Sinfonia per l'Orchestra Sinfonica di Milano diretta da John Mauceri, nel 1984 il Notturno, le Wonderland Variations e la orchestrazione del ciclo pianistico Come io passo l'estate di Niccolò Castiglioni per l'Orchestra A. Scarlatti di Napoli diretta da Roberto Abbado.
Dall'esordio alla Biennale di Venezia, la sua musica viene commissionata ed eseguita in festival, teatri e stagioni concertistiche in Italia e in Europa, tra cui: i Pomeriggi Musicali di Milano, per la cui orchestra ha scritto nel 1990 la Seconda Sinfonia e nel 1996 il Concerto per archi; il Festival lirico areniano, che gli commissiona nel 1994 la Ouverture per orchestra, poi ripresa nella stagione 1995 dell'Accademia nazionale di Santa Cecilia a Roma diretta da Daniele Gatti; la Società del Quartetto di Milano, che ospita la prima esecuzione nel 1996 del ciclo liederistico Sette Canti Romantici, commissionato dal soprano Barbara Frittoli.
Nel 1997 scrive i Nove Studi Spirituali per i Percussionisti della Scala, che eseguono il brano in prima al Ravenna Festival. Nello stesso anno, la Sagra Musicale Umbra ospita le prime esecuzioni del Divertimento per 14 strumenti e di Te lucis ante terminum per coro femminile e pianoforte (composta in ricordo di Niccolò Castiglioni).
Nel 1998, al "Teatro alla Scala" di Milano, gli Strumentisti della Scala eseguono il Quintetto per clarinetto e archi. Dal 1986 al 1992 scrive l'opera in tre atti Alice su libretto del poeta Danilo Bramati, che va in scena in prima nel 1993 al Teatro Massimo di Palermo. Nel 1997 Alice è pubblicata su CD dall'etichetta Agorà.
Ha insegnato Composizione presso il Conservatorio di Trento-Riva del Garda e ha collaborato dal 1996 con articoli e recensioni al Giornale della Musica. Nel 1997 ha orchestrato il ciclo pianistico di Franz Liszt L'albero di Natale e nel 1998 Carnaval di Robert Schumann, commissionato ed eseguito in prima assoluta italiana dall'Orchestra I Pomeriggi Musicali di Milano e in prima mondiale ad Anversa dall'Orchestra Filarmonica delle Fiandre entrambe dirette da Daniele Callegari. La Sagra Musicale Umbra gli ha commissionato, per le celebrazioni pasquali del 2000, il salmo Hæc dies per tenore e orchestra, in occasione della Messa Giubilare di Resurrezione.
Dal 2003 collabora con la coreografa Emanuela Tagliavia e il videoartista e coreografo Davide Montagna scrivendo le musiche per gli spettacoli La lezione-M'encanta (Ravenna Festival 2007), 506 (Museo della Scienza e Tecnologia di Milano, settembre 2006), Luminare Minus (Festival MI-TO, settembre 2007) e Balthus Variations (Piccolo Teatro Strehler 2013) con danzatori della Scuola di Ballo dell'Accademia Teatro alla Scala di Milano.
La sua musica è pubblicata da Casa Ricordi (dal 1980 al 1997), da Casa Sonzogno dal 1998.
À==Opere==

### Scritti
- Alice, un turbine a due voci..., (con D. Bramati) programma di sala del Teatro Massimo di Palermo,  aprile 1993
- La tensione dell'assoluto, un ricordo di N. Castiglioni, Il Giornale della Musica, ottobre 1997
- Dopo i dischi, per Korngold è l'ora della riabilitazione, Il Giornale della Musica, marzo 1998
- La vera natura di Alban Berg, Il Giornale della Musica, giugno 1998
- L'ambiguo Shostakovic secondo l'ambiguo Volkov, Il Giornale della Musica, novembre 1998
- Candele, incensi, caldi profumi bizantini (La Fiamma di O. Respighi), Il Giornale della Musica, gennaio 2000
- Emozioni alla Korngold, Il Giornale della Musica, febbraio 2000

### Opere liriche
- Alice, opera in 3 atti op.21 (1986/93), libretto di D. Bramati, liberamente tratto da Le avventure di Alice nel Paese delle Meraviglie di Lewis Carroll
- Leonce e Lena, commedia lirica in due atti (2010/2025), libretto di G. Testoni, liberamente tratto da G. Buchner
- Fantasio, commedia lirica in un atto (2017/2018), libretto di G. Testoni liberamente tratto da Alfred de Musset
- Fortunio, commedia lirica in un atto (2017/2018), libretto di G. Testoni liberamente tratto da Alfred de Musset

### Balletti e musica per danza e performance
- C'est tout (Variazioni per orchestra) (2004), soggetto e coreografia di Emanuela Tagliavia
- M'encanta (composto con Massimo Ciarella) (2004), soggetto e coreografia di Emanuela Tagliavia
- En écoutant du Schumann (2004/2005), soggetto e coreografia di Emanuela Tagliavia
- M'encanta duo (2004/05), soggetto e coreografia di Emanuela Tagliavia
- Le Sirene (2004/05), soggetto e coreografia di Emanuela Tagliavia
- La lezione - Variazioni per sette danzatori (2005), soggetto e coreogr afia di Emanuela Tagliavia
- In the Sun (2005), soggetto e coreografia di Emanuela Tagliavia
- Cinquecentosei (506) (2006), soggetto e coreografia di Emanuela Tagliavia, video di Davide Montagna
- Luminare Minus (2007), soggetto e regia di Mauro Bonazzoli, coreografia di Emanuela Tagliavia, video di Davide Montagna e Giuseppe De Angelis
- Terra desolata (musiche di Feldman, Testoni) (2008), coreografia di Davide Montagna, sound design di Giampaolo Testoni
- Musica per un'installazione (2009), video installazione di Davide Montagna
- Musica per una performance - Oscillazioni (2009), coreografia di Emanuela Tagliavia
- Pour un Herbier (musiche di Cage, Feldman, Messiaen, Vivaldi, Buxtehude, Testoni) (2010), soggetto e regia di Mauro Bonazzoli, coreografia di Emanuela Tagliavia, installazioni video di Davide Montagna, sound design di Giampaolo Testoni
- Island (musiche di Cage, Feldman, Messiaen, Testoni) (2011), coreografia di Emanuela Tagliavia, sound design di Giampaolo Testoni
- Balthus Variations (2012), coreografia di Emanuela Tagliavia
- De Dulcedine in Infinitum (2013), musiche per una mostra di fotografie di Giovanni Battista Maria Falcone
- Combustioni (2015), coreografia di Emanuela Tagliavia
- Il moto è causa d'ogni vita" (2021), coreografia di Emanuela Tagliavia
- Le mani degli Angeli" (2022), coreografia di Emanuela Tagliavia
- Prior to and After" (2024), coreografia di Emanuela Tagliavia

### Orchestra
- Notturno per violino e orchestra op. 10 (1983, rev.1996)
- Sinfonia n. 1 per orchestra op. 15 (1982-83, rev. 1988)
- Wonderland variations per orchestra op. 16 (1984, rev. 1996)
- Seconda sinfonia per orchestra op. 18 (1990)
- Adagio (dalla Seconda Sinfonia) per orchestra op. 19 (1990)
- Ouverture per orchestra op. 20 (1991)
- Concerto per orchestra d'archi op. 23 (1993-1995)
- Prima fantasia sinfonica per grande orchestra (da Alice) op. 24 (1995)
- Seconda fantasia sinfonica per grande orchestra (da Alice) op. 25 (1995)
- Terza fantasia sinfonica per grande orchestra (da Alice) op. 26 (1995)
- Frammenti lirici per orchestra (2012)
- Danze popolari immaginarie per grande orchestra (2015-2017)
- Terza Sinfonia per grande orchestra (2014-2024)
- Secondo Concerto per orchestra d'archi (2025)

### Vocale e corale (da camera o con orchestra)
- Canzone di desiderio per voce (mezzosoprano) e pianoforte su testo di T. Tasso op. 3 (1981, rev. 1984)
- Duetto e finale per soprano, baritono e grande orchestra (da Alice) op. 27 (testo di D. Bramati, 1993)
- Duetto e finale per soprano, baritono e pianoforte (da Alice) op. 27 bis (testo di D. Bramati, 1993)
- Arie di Alice per soprano e grande orchestra (da Alice) op. 28 (testo di D. Bramati, 1995)
- Arie di Alice per soprano e pianoforte (da Alice) op. 28 bis (testo di D. Bramati, 1995)
- Te lucis ante terminum, in memoriam Niccolò Castiglioni per coro femminile e organo (o pianoforte) op. 32 (1996)
- Sette canti romantici per voce (soprano) e pianoforte op. 33 (poesie di Percy Bysshe Shelley, Giuseppe Conte, Giancarlo Pontiggia, D. Martino (1996/1997)
- Credo per coro femminile e archi op. 36 (1998/2002)
- Credo per coro femminile e organo op. 36 bis (1998/2002)
- Salmo Hæc dies per tenore e orchestra op. 37 (1999)
- Tre sacre canzoni per coro femminile op. 38 (2002/2003)
- Due Melologhi per recitante e pianoforte (poesie di F.T. Marinetti e G. D'Annunzio) (2013)
- Ballata Sacra per voce, corno inglese e arpa (poesia di A. Bottelli) (2013)
- Preludio e scena lirica - Le due Eleonora (testo dell'Autore, liberamente tratto dal Torquato Tasso di J.W. Goethe) per soprano, mezzosoprano e orchestra (2010-2017)
- Tre Pezzi Sacri  (Deum de Deo-Sanctus-Agnus) per coro femminile e orchestra da camera (2018)
- Sette Antiche Canzoni per voce e quattro strumenti (2023)

### Musica da camera
- Serenata per flauto e pianoforte op. 1 (1980, rev. 1984)
- Le nuvole per complesso da camera op. 2 (1980, rev. 1996)
- Due improvvisi per pianoforte op. 4 (1981, rev. 1984)
- Scherzino per flauto, clarinetto in La e arpa op. 5 (1982, rev. 1996)
- Canzoni da sonare per dieci strumenti a fiato op. 6 (1982, rev. 1996)
- Capriccio per sei strumenti op. 7 (1982, rev. 1996)
- Rondò per 2 pianoforti op. 8 (1982, rev. 1986)
- Sei bagatelle per quintetto di fiati op. 9 (1982, rev. 1997)
- Cadenza abbandonata per violino solo op. 11 (1983/1996)
- Tre invenzioni per clarinetto solo op. 13 (1985/1993)
- Corale per violino solo o viola sola op. 14 (1984/1985)
- Elegia per sette strumenti op. 17 (1985)
- Sei preludi (da Alice) per pianoforte op. 22 (1991/1992)
- Nove studi spirituali per 5 percussionisti op. 29 (1995)
- Quintetto per clarinetto, 2 violini, viola e violoncello op. 30 (1994/1996)
- Divertimento per 14 strumenti op.31 (1996)
- Duo per violino e pianoforte (2007)
- Trio per violino, violoncello e pianoforte (2007/2010)
- Jazz Tales per flauto, clarinetto, sax tenore, trombone basso, contrabbasso, batteria e elettronica (2008)
- Concertino per violino e 9 strumenti (flauto, clarinetto, clarinetto basso, sax contralto, corno, tuba, pianoforte, fisarmonica, percussione) (2010)
- Marsyas per flauto, oboe e pianoforte (2012/2013)
- Interludio di danza per flauto, clarinetto, violino, viola, percussione, arpa, organo elettrico e pianoforte (2012/13)
- Quattro bagatelle per sassofono contralto (o clarinetto) e pianoforte (2012/2013)
- Sonata per viola e pianoforte (2013/2014)
- Tre Miniature Dorate per due trombe (2015)
- Sinfonietta per quintetto di ottoni (2015)
- Sonatina per corno e pianoforte (2015)
- Novelletta per tromba (o oboe) e pianoforte (2015)
- Furusato Variazioni (su una melodia popolare giapponese) per tromba (o sassofono contralto) e pianoforte (2015)
- Caro Oggetto - Variazioni (da La Vestale di G.Spontini) per due violoncelli (2015)
- 24 Preludi' - Libro Primo (1/6) per pianoforte (2013-2017)
- Secondo Concertino per flauto, clarinetto basso, violino, violoncello, percussione e pianoforte (2006-2017)
- Terzo Concertino per flauto, clarinetto, due chitarre elettriche, vibrafono, violoncello, contrabbasso e pianoforte (2016)
- Danze Immaginarie per pianoforte a due e quattro mani (2019/20)
- Quartetto per archi (2020)
- Quarto Concertino per pianoforte e sei strumenti (2020)
- Canto (dal Quartetto n.2) per archi (2020)
- Suite per violoncello e pianoforte (2021)
- Sonata per violino e pianoforte (2023-24)
- Variazioni Purcell per violino e clavicembalo (o pianoforte) (2024)
- Quartetto n.2 per archi (2024)
- Sonata per violino solo (2024)
- Fantasia per clarinetto e pianoforte (2024)
- Serenata per fagotto e pianoforte (2025)

### Trascrizioni e orchestrazioni
- Niccolò Castiglioni, Come io passo l'estate, Suite per orchestra op. 12 (1983, rev.1997)
- Franz Liszt, L'albero di Natale (Weihnachtsbaum), per orchestra op. 34 (1997/1998)
- Robert Schumann, Carnaval, per orchestra op. 35 (1998)
- Giacomo Puccini, Butterfly Fantasia, per quintetto di ottoni e pianoforte (2016)

### Riduzioni per canto e pianoforte
- Francesco Cilea, Gina, Melodramma idillico in tre atti (da una commedia di Anne-Honoré-Joseph Duveyrier de Mélésville)

### Revisioni critiche
- Amilcare Ponchielli, Marion Delorme, Melodramma in quattro atti

## Discografia
| Titolo | Autori                            | Interpreti                                                                                      | Anno | Etichetta discografica |
| ------ | --------------------------------- | ----------------------------------------------------------------------------------------------- | ---- | ---------------------- |
| Alice  | Danilo Bramati, Giampaolo Testoni | Alessandra Ruffini (soprano), Orchestra del Teatro Massimo di Palermo, Daniele Callegari (dir.) | 1997 | Agorà                  |